# Bernard Gagnebin
Pour les articles homonymes, voir Gagnebin.
Bernard Gagnebin, né le 27 octobre 1915 à Lausanne et décédé le 3 mai 1998 à Genève, est un homme de lettres, juriste, historien et professeur universitaire suisse.

## Biographie
Descendant d'une ancienne famille de l’Évêché de Bâle attestée depuis le début du XVe siècle dans le vallon de Saint-Imier, notamment à Renan, cousin de l'organiste et compositeur Henri Gagnebin, après des études de droit, d'histoire et de lettres dans les Universités de Genève, Oxford et Berne, il obtient une licence en droit en 1938, puis en 1944 un doctorat en droit, avec une thèse sur Burlamaqui et le droit naturel. 
Sur le plan politique, il milite, dans les années 1930, dans le groupuscule secret d'extrême droite « Les Équipes », créé et dirigé par Théodore de Gallatin. Il s'est tout particulièrement engagé pour la révision de la Constitution fédérale et en 1936 il participe au « Coup du cocotier », une manipulation électorale qui visait à ne pas réélire les caciques de droite au Grand Conseil genevois.
Il est Conservateur des manuscrits de la Bibliothèque publique et universitaire de Genève de 1942 à 1961, chargé de cours de philosophie du droit à la Faculté de droit de l'Université de Genève de 1955 à 1960, ainsi que professeur d'histoire de l'écriture, des manuscrits et des bibliothèques à l'École de bibliothécaires de l'Institut d'études sociales de Genève  dès 1957.
De 1961 à 1985 il est professeur ordinaire de technique de la recherche en histoire et dans les sciences humaines à la Faculté des lettres de l'Université de Genève, dont  il est élu à cinq reprises doyen de 1962 à 1974 "et, lorsqu'il sortira de sa charge en 1974, il aura procuré à sa Faculté les crédits et les locaux dignes d'elle, et il y aura créé onze bibliothèques et trois laboratoires."
Il est un des créateurs de la Fondation Martin Bodmer, dont il est membre du Conseil de Fondation dès sa création en 1971.
Il a écrit sur Cromwell, Calvin, Rousseau, Voltaire, Dunant, etc. Il a également édité de nombreux textes ; avec Marcel Raymond, il est l'éditeur  des Œuvres complètes de Rousseau dans la Bibliothèque de la Pléiade et avec Philippe M. Monnier il a édité le Journal intime d'Amiel.

## Distinctions
- 1978 Docteur honoris causa de l'Université de Paris-Sorbonne[12].
- 1975 « Prix de la Ville de Genève »[13]. Comme tous les lauréats de ce prix, il est enseveli au Cimetière des Rois à Plainpalais[14].
- 1970 Docteur honoris causa de l'université de Strasbourg[15].

## Publications
Une bibliographie complète des publications de Bernard Gagnebin de 1939 à 1972 figure dans Littérature, histoire, linguistique: recueil d'études offert à Bernard Gagnebin, Lausanne,  L'Âge d'Homme, 1973, p. 14-19 ; ne sont donc données ici des publications comme auteur que celles depuis 1972.

### Comme auteur
- "Un manuscrit du "Mortifiement de vaine plaisance" retrouvé à Genève", in: Scriptorium, 1972, t. 26, p. 51-53.
- "Deux manuscrits de Montesquieu retrouvés à Genève", in: Dix-huitième siècle, Paris, No 5, 1973, p. 413-416.
- "Les Genevois devant la mort de Voltaire et de Rousseau", in: Revue d'histoire littéraire de la France, Paris, 1973, p. 223.
- "Les manuscrits de Balzac à la Fondation Bodmer", in: L'année balzacienne, Paris, 1973, p. 3-17.
- "La Julie de Balzac", in: Littérature et société, Paris, Desclée de Brouwer, 1973, p. 79-88.
- Manuscrits et autographes français, Cologny-Genève, Fondation M. Bodmer, 1973 Collection Bibliotheca Bodmeriana, Catalogues 1.
- "Une médaille d'Elisabeth de Russie offerte à Genève par Voltaire", in: Musées de Genève, mars 1974, 15e année N.S., p. 7-8.
- "Le retour aux sources. Bilan de trente années de recherches en histoire littéraire", in: Annales de l'Académie des sciences morales et politiques de Paris, Paris, 1974, séance du 7 mai, p. 231-246.
- "Un livre d'heures de l'atelier du Maître de Boucicaut ", in: Scriptorium, 1974, t. 28, p. 78-79.
- "Les manuscrits de Chateaubriand conservés à Genève", in: Bulletin de la Société Chateaubriand, Châtenay-Malabry, 1974, n.s., n⁰ 17, p. 49-54.
- "L'étrange accueil fait aux Confessions de Rousseau au XVIIIe siècle", in: Annales de la Société Jean-Jacques Rousseau, Genève, 1974, p. 106-126.
- "Les trouvailles antiques dans la région de Genève" (avec Renaud Gagnebin), in: Genava, t. 22, 1974, p. 275-295.
- "Les conditions du bonheur chez Jean-Jacques Rousseau", in: Revue d'histoire et de philosophie religieuses, Strasbourg, 1975, no 1, p. 71-82-
- Album de la Pléiade : Jean-Jacques Rousseau, bibliothèque de la Pléiade, éditions Gallimard,, 1976.
- L'enluminure de Charlemagne à François Ier: manuscrits de la Bibliothèque publique et universitaire de Genève, Catalogue d'exposition, Genève, Musée Rath, 1976.
- "Un livre d'heures peint par Jean Colombe et son atelier", in: Musées de Genève, 1976, no 161, p. 12-18.
- Le Missel de Bonivard, prieur de Saint-Victor de Genève, Genève, E. et C. Braillard, 1976.
- Une source capitale pour la recherche à Genève : la fondation Martin Bodmer, Cologny - Genève, Fondation Bodmer, 1976.
- "Message du Doyen Bernard Gagnebin", in: Séance solennelle du 4 février 1978, Université de Paris-Sorbonne, Grand Amphithéâtre de la Sorbonne, Paris, 1978, p. 39-41.
- "Un peintre de Missels à Sion au XVe siècle", in: Vallesia, Sion, 1978, t. 33, p. 303-310.
- "La gravure de "La malheureuse famille Calas", in: Gazette des beaux-arts, Paris, décembre 1978, tome 92, p. 197-202.
- "La diffusion clandestine des œuvres de Voltaire par les frères Cramer", in: Cinq siècles d'imprimerie à Genève : 1478-1978, Genève, Impr. Kundig, 1978, p. 173-194. - Repris dans: Annales de l'Université de Lyon, 3e série, Lettres, Lyon, Fasc. 39, p. 119-132.
- "Le livre d'heures de la comtesse Blanche de Genève", in: Miscellanea codicologica F. Masai dicata, Gand, 1979, p. 345-352.
- "La notion d'abandon chez Rousseau", in: Rousseau selon Jean-Jacques, Université de Genève Faculté des lettres ; Rome, Istituto della Enciclopedia italiana, 1979, p. 51-63.
- "L'héritage littéraire de Rousseau", in: Rousseau after two hundred years, Cambridge - Londres, Cambridge University Press, 1982, p. 153-184.
- "Les lectures de Lénine à Genève" (avec Jacques Picot), in: Revue historique, Paris, t. 267, no 542, 1982, p. 391-404.
- "La chambre de Voltaire à Ferney", in: Gazette des beaux-arts, Paris, Année 126, période 6, t. 104, décembre 1984, p. 217-222.
- "Le refus de la société dénaturée", in: Le siècle de Voltaire : hommage à René Pomeau, éd. par Christiane Mervaud et Sylvain Menant, Oxford, The Voltaire Foundation, 1987, p. 499-511.
- Flaubert et Salammbô : genèse d'un texte, Paris, Presses universitaires de France, coll. « Écrivains », 1992, 373 p. (ISBN 2-13-044137-8, présentation en ligne).

### Comme éditeur
- Jean-Jacques Rousseau, Œuvres complètes, Paris, Gallimard, Bibliothèque de la Pléiade, 1959-1995 (5 Vol.)
- Jean-Jacques Rousseau, Lettres sur la botanique, Paris, Club des libraires de France, 1962.
- Jean-Jacques Rousseau, Les confessions, Paris, Gallimard, Folio Classique, 1972 (2 vol.).
- Jean-Jacques Rousseau, Les rêveries du promeneur solitaire, Paris, Librairie générale française, Le livre de poche, 1983.
- Jean-Jacques Rousseau, Les confessions, Paris, Librairie générale française, Le livre de poche, 1998.
- Henri-Frédéric Amiel, Journal intime, Lausanne, éditions L'Âge d'Homme, 1976 -1994 (12 Vol.)